# Regine Limaverde
Regine Limaverde (Fortaleza, 14 de março de 1947), é uma bióloga, professora, poetisa e contista brasileira, tendo publicado até agora 18 livros.

## Biografia
Regine Helena Silva dos Fernandes Vieira nasceu no dia Nacional da Poesia. É formada em Ciências Biológicas pela Universidade Federal do Ceará, com mestrado em Tecnologia de Alimentos (1985) e doutoramento em Microbiologia pela Universidade de São Paulo (1986). 
Professora universitária titular no curso de Engenharia de Pesca da UFC, pesquisadora do Laboratório de Ciências do Mar (da Universidade Federal do Ceará). Membro da Associação dos Escritores Profissionais do Estado do Ceará. Pertence à Academia Cearense de Letras, à Academia Cearense da Língua Portuguesa, e à Academia de Letras e Artes do Nordeste.

## Obras
- Rio em Cheia, (1980),
- Ressurgências, (1982),
- Estrela de Vidro, (1984), Prêmio Estado do Ceará,
- Mar de Sargaços, (1985),
- Poemas Quaternários, (1990),
- As Leves e Duras Quedas do Amor, (1992),[11]
- Caleidoscópio, (1995),
- O Limo e a Várzea, (1998),[12]
- Eternas Lanternas do Tempo, (2012),
- Canção do Amor Inesperado, (2014),
- Dentro de Mim, o Mar, (2017),

## Homenagens
- Prêmio Estado do Ceará em poesia (1983),
- Prêmio Osmundo Pontes (1997),
- Prêmio Gente de Bem Fica para Sempre (destaque poesia) em 2000.